# The Elvis Music
The Elvis Music é o décimo sexto álbum de estúdio da banda Catedral, lançado em 2008.
O álbum, produzido por Kim e Júlio Cezar e com o auxílio de Carlos Trilha, traz dez clássicos do repertório de Elvis Presley, todos interpretados em inglês.

## Faixas
1. I Just Can't Help Believin'
2. Polk Salad Annie
3. Heartbreak Hotel
4. You've Lost that lovin' Feelin'
5. Suspicious Minds
6. You don't have to say you Love Me
7. Blue suede Shoes
8. Steamroller Blues
9. Guitar Man
10. I've Got a Thing about you Baby

## Ficha Técnica
- Kim: Vocais
- Júlio Cesar: Baixo
- Eliaquim Guilherme Morgado: Bateria